# Onthophagus matsudai
Onthophagus matsudai là một loài bọ cánh cứng trong họ Bọ hung (Scarabaeidae).